# フルオレン-9-オールデヒドロゲナーゼ
フルオレン-9-オールデヒドロゲナーゼ（fluoren-9-ol dehydrogenase）は、次の化学反応を触媒する酸化還元酵素である。
フルオレン-9-オール + 2 NAD(P)+ {\displaystyle \rightleftharpoons } フルオレン-9-オン + 2 NAD(P)H + 2 H+
反応式の通り、この酵素の基質はフルオレン-9-オールとNAD(P)+、生成物はフルオレン-9-オンとNAD(P)HとH+である。
組織名はfluoren-9-ol:NAD(P)+ oxidoreductaseである。